# まちかどミナポート
まちかどミナポートは、京都府京都市で行われていた都市型コミュニティサイクル事業。リアライズ・モバイル・コミュニケーションズ株式会社、株式会社アーキエムズが企画・管理・運営を行っていた。 観光客や住民が自転車を共有しながら利用することで、放置自転車をなくし環境にやさしく、便利で活気ある街づくりを実現することを目的に、2010年4月30日から2018年5月31日まで運営されていた。
「ステーション」と呼ばれる京都市内に点在する拠点で自転車を借りて、好きなステーションで返却できる、自由度の高さが特徴。また、ICカード・クレジットカードでの支払いに限定することで、利用時の会員登録を不要としている。
ネーミングは、アーキエムズが運営する京都市内の「御池まちかど駐輪場」に由来する。

## 概要
- 利用料金：最初の1時間 200円（以降1時間ごとに100円）
- 最長3日間の利用が可能。
- 支払いはICカード・クレジットカードのみ。
  - 使用可能ICカード：PiTaPa
  - 使用可能クレジットカード：Visa、MasterCard、JCB、アメリカン・エキスプレス、ダイナースクラブ

## 沿革
- 2010年3月30日 - リアライズ・モバイル・コミュニケーションズとアーキエムズの共同で京都市内のコミュニティサイクル事業「まちかどミナポート」を開始[1][2]
- 2010年4月30日 - 烏丸御池ステーション・京阪三条ステーション開設
- 2010年11月2日 - 神宮丸太町ステーション開設
- 2010年11月5日 - 京都ヨドバシビルステーション開設
- 2015年10月16日 - スマホを用いたデリバリー型レンタサイクルサービスを発表[3]
- 2018年5月31日 - サービス終了

## ステーション
レンタルした自転車はどのステーションでも返却可能。
烏丸御池ステーション
- 住所：京都市中京区烏丸通二条下る秋野々町520番地（前田エヌエスビル横）
- 台数：14台
- 休業日：年中無休
- 自転車貸出可能時間：8:00～20:00
- 自転車返却可能時間：24時間可能

京阪三条ステーション
- 住所：京都市東山区大和大路通三条下る東入大黒町139-12
- 台数：71台
- 休業日：年中無休
- 自転車貸出可能時間：8:00～20:00
- 自転車返却可能時間：24時間可能

神宮丸太町ステーション
- 住所：京都市左京区川端丸太町下ル下堤町91-1（江若交通川端駐輪センター2階）
- 台数：20台
- 休業日：年中無休
- 自転車貸出可能時間：8:00～20:00
- 自転車返却可能時間：24時間可能

京都ヨドバシビルステーション
- 住所：京都市下京区烏丸通七条下る東塩小路町702（京都ヨドバシビル駐輪場2階）
- 台数：12台
- 休業日：年中無休
- 自転車貸出可能時間：8:00～20:00
- 自転車返却可能時間：8:00～23:30